# Arman (Russland)
Arman (russisch А́рмань) ist eine Siedlung in der Oblast Magadan (Russland) mit 821 Einwohnern (Stand 1. Oktober 2021).

## Geographie
Der Ort liegt etwa 40 km Luftlinie westnordwestlich des Oblastverwaltungszentrums Magadan an der Küste des Ochotskischen Meeres, an der Amachtonski-Bucht (Amachtonski saliw), Teil der größeren Tauibucht. Unmittelbar östlich mündet der namensgebende Fluss Arman, dem wiederum nur etwa 5 km oberhalb von links (Osten) der größte Nebenfluss Chassyn zufließt.
Arman gehört zum Rajon Olski und befindet sich knapp 70 km westlich von dessen Verwaltungszentrum Ola. Die Siedlung ist Sitz der Stadtgemeinde (gorodskoje posselenije) Possjolok Arman, zu der außerdem die kleinen Siedlungen Janski (35 km westnordwestlich, benannt nach dem Fluss Jana) und Raduschny (4 km nördlich) gehören.

## Geschichte
Eine ewenische Ansiedlung an Stelle des heutigen Ortes wurde bereits in russischen Dokumenten des ausgehenden 17. Jahrhunderts erwähnt. Auch der Name des Ortes und Flusses ist ewenischen Ursprungs und bedeutet unter anderem Quelle.
In der sowjetischen Periode entstand dort ein Fischerei-, Jagd- und Landwirtschaftsgenossenschaft, die 1932 in einen der bedeutendsten Kolchose der Region umgewandelt wurde. 1965 erhielt Arman den Status einer Siedlung städtischen Typs, ist seit 2013 aber wieder ländliche Siedlung.

### Bevölkerungsentwicklung
| Jahr | Einwohner |
| ---- | --------- |
| 1970 | 2188      |
| 1979 | 2653      |
| 1989 | 2643      |
| 2002 | 1521      |
| 2010 | 1071      |
| 2021 | 821       |

Anmerkung: Volkszählungsdaten

## Verkehr
Arman liegt an der Regionalstraße 44N-1, die nördlich von Magadan von der Fernstraße R504 Kolyma Magadan – Nischni Bestjach bei Jakutsk abzweigt und weiter zunächst der Küste nach Tauisk und dann dem Fluss Taui aufwärts bis zum Dorf Talon folgt.